# Demografia do Paraguai
Embora não exista nenhum dado oficial sobre a composição étnica do Paraguai, estima-se que a maior parte da população seja o resultado da mestiçagem entre indígenas e imigrantes europeus, que teve início na época do domínio espanhol. A população atual é conformada por descendentes de uma nova mestiçagem entre a população tradicional hispano-guarani que sobreviveu ao extermínio durante a Guerra do Paraguai e imigrantes (europeus especialmente e asiáticos) que chegaram após a Guerra do Paraguai com o objetivo de repovoar o país. No final do século XX, o número de habitantes aumentou a uma taxa de 2,6% ao ano. Com o ritmo acelerado de crescimento, a população deve duplicar em um período de 21 anos.
A densidade populacional é considerada baixa (14,1 hab./km²). Existem grandes contrastes de ocupação entre as distintas partes do país: o Chaco é a região mais despovoada. As planícies próximas ao rio Paraná têm densidade moderada.
A porcentagem da população urbana é de 56,7%. Os habitantes concentram-se nas principais cidades do país, como Assunção, Ciudad del Este, San Lorenzo e Fernando de La Mora. A taxa de natalidade é elevada — cada mulher tem em média 3,8 filhos. A taxa de mortalidade infantil é moderada e gira em torno de 26 por mil. A expectativa de vida é de 68,5 anos para homens e de 73 anos para mulheres.

## Composição étnica
Embora não exista nenhum dado oficial sobre a composição étnica do Paraguai, estima-se que a maior parte da população seja o resultado da mestiçagem entre indígenas e imigrantes europeus, que teve início na época do domínio espanhol. A população atual é conformada por descendentes de uma nova mestiçagem entre a população tradicional hispano-guarani que sobreviveu ao extermínio durante a Guerra do Paraguai e imigrantes (europeus especialmente e asiáticos) que chegaram após a Guerra do Paraguai com o objetivo de repovoar o país. No final do século XX, o número de habitantes aumentou a uma taxa de 2,6% ao ano. Com o ritmo acelerado de crescimento, a população deve duplicar em um período de 21 anos.
Segundo pesquisa de 2011 do Latinobarómetro, dos paraguaios entrevistados, 56% identificaram-se como mestiços, 29% como brancos, 3% como indígenas, 1% como negros e 2% outra "raça".
A imigração após a Guerra do Paraguai foi fundamental para a reconstrução do país: 
Após a Guerra contra a Tríplice Aliança, o Paraguai dizimado precisava recuperar a sua sociedade, tanto do ponto de vista demográfico como social, cultural, econômico e político. O governo paraguaio começou uma campanha para atrair imigrantes, especialmente europeus, para renovar e transformar a sociedade, atingindo assim o país, contingentes de italianos, argentinos, espanhóis, franceses, brasileiros, portugueses, alemães, uruguaios, austríacos, britânicos, entre outros, que foram os primeiros em abrir grupos empresariais e da indústria, mudando o tipo de vida cotidiana. A contribuição dos imigrantes no final do século XIX foi muito importante para o Paraguai, pois ajudaram a reativar a economia e influenciaram a construção de uma nova sociedade e, portanto, uma nova cultura nacional.— (Regeneración de la Sociedad Paraguaya: Aporte de los Inmigrantes (1870-1904), Raquel Zalazar).
Alemães, italianos, japoneses, coreanos, chineses, sírios, árabes, brasileiros e argentinos estão entre as nacionalidades minoritárias que se instalaram no Paraguai.

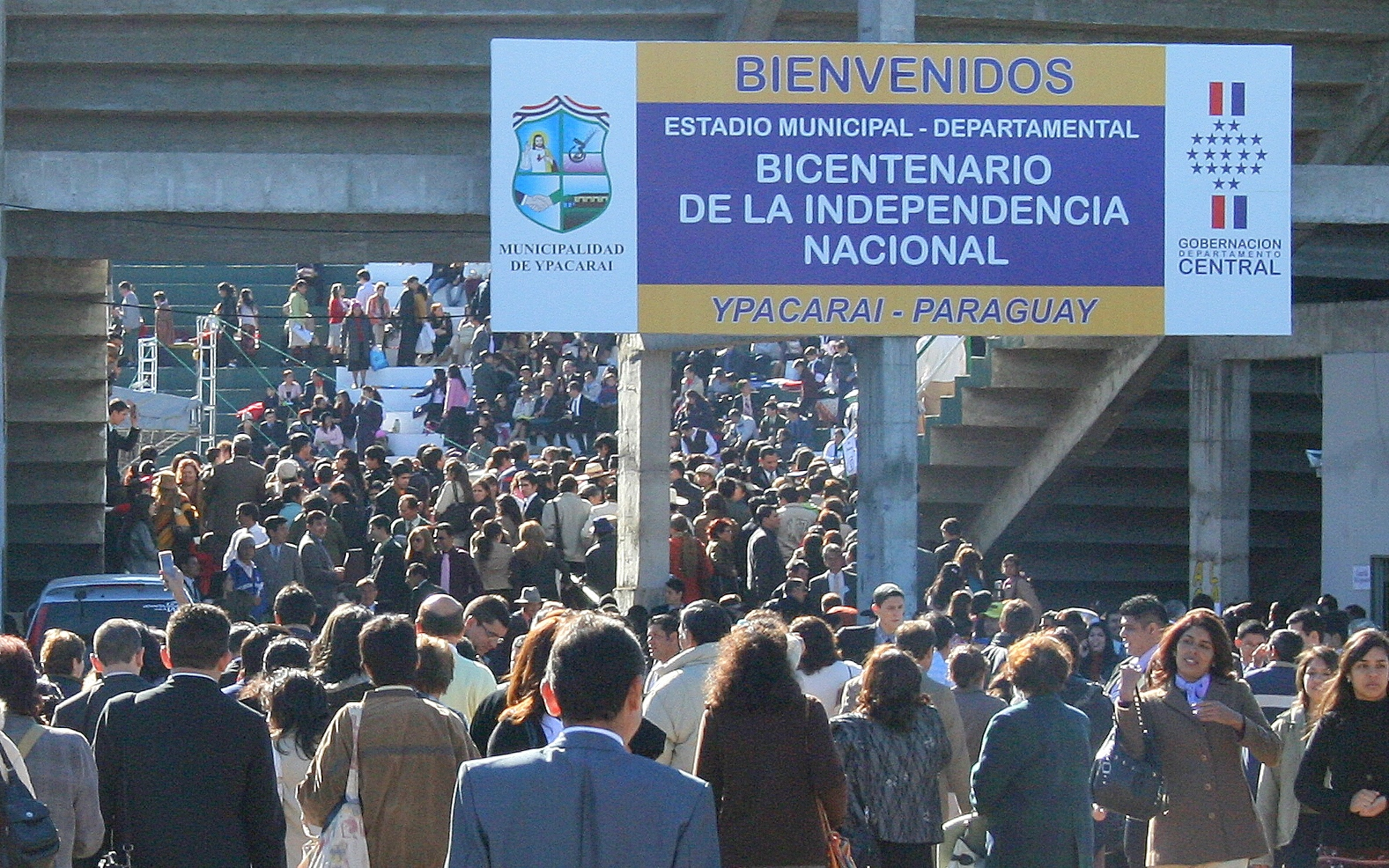
Uma multidão de paraguaios na entrada do Estádio do Bicentenário Nacional em Ypacaraí

Cerca de 40 000 indígenas habitam as florestas do Chaco Ocidental e do Nordeste. A população do país, que antes da Guerra do Paraguai (1864-1870) era de 500 000 habitantes, foi reduzida a menos da metade depois do conflito. A evasão por questões políticas ou econômicas também contribuiu para a baixa densidade demográfica. Existe, porém, uma ampla presença europeia, que representa uma grande parte da população, principalmente de espanhóis, alemães, italianos (que têm contribuído a repovoar o país após a Guerra da Tríplice Aliança). Uma das últimas e importantes correntes imigratórias do país foi a dos menonitas alemães estabelecidos, maiormente, na Região Ocidental.
Uma recente pesquisa científica realizada por uma equipe franco-paraguaia e publicada na revista europeia "International Journal of Immunogenetics" na edição de fevereiro de 2011 chegou à conclusão da predominância dos genes espanhóis em mestiços paraguaios. A pesquisa publicada compara o sangue paraguaio com o sangue espanhol de origem andaluza (região de origem da maioria dos conquistadores no século XVI) e também com o sangue "guarani". O DNA extraído dos glóbulos brancos de 40 indígenas "Mbya Guarani" foi analisado através de modernas técnicas de biologia molecular (PCR) e foi tipificado o grupo sanguíneo HLA (nos glóbulos brancos). Após ter analisado as frequências do grupo sanguíneo e comparadas as distâncias genéticas entre mestiços paraguaios, espanhóis e guaranis do Paraguai, chegou-se às seguintes conclusões: 1) Os guaranis do Paraguai são geneticamente "muito diferentes" dos mestiços paraguaios e também dos espanhóis. 2) As distâncias genéticas são muito próximas entre mestiços paraguaios e espanhóis, enquanto são "muito distantes" entre mestiços paraguaios e guaranis do Paraguai. A predominância genética espanhola em mestiços paraguaios pode ser explicada através da história. Em 1537, 57 conquistadores espanhóis fundaram Assunção, a capital. Juntaram-se às mulheres guaranis nos primeiros anos, para dar origem à mistura hispano-guarani. Esta mistura foi intensa apenas durante as primeiras décadas da conquista, e foi então substituída por uma mestiçagem "mestizo-criolla" (descendentes de espanhóis nascidos no Paraguai). Ao mesmo tempo, a população guarani diminuía rapidamente devido às doenças e às guerras contra os novos habitantes.